# Ursinia scariosa
Ursinia scariosa là một loài thực vật có hoa trong họ Cúc. Loài này được (Aiton) Poir. miêu tả khoa học đầu tiên năm 1808.